# Болячев
Болячев (укр. Болячів) — село на Украине, основано в 1400 году, находится в Брусиловском районе Житомирской области. Через село Болячев протекает река Здвиж.
Код КОАТУУ — 1820980303. Население по переписи 2001 года составляет 169 человек. Почтовый индекс — 12624. Телефонный код — 4162. Занимает площадь 17,339 км².
В селе сохранилась деревянная Петропавловская церковь, постройки конца 19 — начала 20 века.

## Адрес местного совета
12624, Житомирская область, Брусиловский р-н, с. Водотыи, ул. Ленина, 18